# Tio Canya
El Tio Canya és una de les cançons més conegudes del musicòleg valencià Vicent Torrent, i cançó homònima del grup Al Tall (Deixeu que rode la roda, Edigsa 1976). Creada la primavera de 1976, hui en dia s'ha convertit en un himne per a diverses generacions de valencians i un dels símbols del grup Al Tall.

## Descripció
Explica una història contada a l'estil trobadoresc dels clàssics valencians. El Tio Canya, és un vell entranyable protagonista de la cançó, explica a través d'una història d'humiliacions lingüístiques durant el franquisme, el procés de substitució lingüística al País Valencià a través de la història d'un home de poble i els seus problemes per no entendre el castellà, els tràngols del seu fill escolaritzat en castellà, i els seus nets, universitaris però monolingües castellans, i es clou amb una porta oberta a l'esperança amb els besnets del tio Canya que han retornat al valencià, cosa que és per a ell un gran motiu d'alegria. Contrastant amb l'estil narratiu (primer pessimista i després esperançat) de les estrofes, la tornada constitueix una exhortació a la defensa de la llengua, dirigida amb metàfores al Tio Canya, però sobretot dirigida a l'oient. El canvi de to entre les estrofes i la tornada es reforça amb un canvi també en la música, molt més viva i amb més ús de la dolçaina i la percussió. La partitura són setze línies de pentagrama amb compàs de 3/4 i quatre sostinguts en l'armadura.
Tot i que la cançó esmenta pel seu nom el castellà (anomenant-lo castellà i llengua castellana), en cap moment hi surten els noms de català o valencià, i només al final de la cançó diu que els seus besnets parlen com la gent del poble, la llengua del Tio Canya.
Aquesta cançó ha estat versionada per diversos artistes o grups com per exemple el grup valencià Obrint Pas, Pep Gimeno Botifarra, etc. El personatge inspirà el nom d'una coneguda xarxa de Casals Culturals. L'any 2012 es va realitzar una litografia amb la partitura original manuscrita per Vicent Torrent l'any 1976.

## 2016: any Tio Canya
L'any 2016 per celebrar els 40 anys de Tio Canya, la falla Arrancapins va impulsar la celebració de l'any Tio Canya, i a la que es van sumar la Diputació de València i més de 40 entitats representants de la societat valenciana com ara Escola Valenciana, el Col·lectiu de Músics i Cantants en Valencià Ovidi Montllor (COM), Acció Cultural del País Valencià, Ca Revolta, la Societat Coral el Micalet, l'Associació d'escriptors en llengua catalana-PV, la Mostra Viva del Mediterrani, Valencians pel Canvi, la Plataforma per la Llengua al País Valencià, l'Associació Ciutadania i Comunicació l'Assemblea de Veïns de Benimaclet, la Plataforma pel Dret a Decidir del País Valencià, l'Associació Cívica Valenciana Tirant Lo Blanc o la revista Caramella, etc. Com a cloenda de l'any Tio Canya, Al Tall va actuar al Teatre Principal com a acte de tancament de l'Any del Tio Canya.
També es va realitzar a l'Octubre Centre de Cultura Contemporània l'exposició “Al Tall, 35 anys de música mediterrània des del País Valencià”.